# Eva Vila
Eva Vila (Barcelona, 1975) es una directora de cine, guionista y música española.

## Trayectoria
En el 2008, Vila realizó su primer largometraje documental: B-Side: la cara B de la música en Barcelona (2008) que se presentó en los festivales internacionales de Róterdam, DocLisboa, Cali, Varsovia, Cagliari y In-Edit Barcelona, así como en el ciclo de cine de la National Gallery de Washington y la Universidad de Nueva York, recibiendo muy buena acogida en todos ellos. Este film se adentra en los procesos de creación musical y en el recorrido que hay hasta la interpretación final con música contemporánea o jazz vanguardista. 
La formación musical de Vila proporciona a sus películas un componente musical que hace que el espectador disfrute de una forma diferente las imágenes. En ella participan músicos de la experimentación, la improvisación y la vanguardia musical catalana, como Joan Saura († 2012) y Oriol Perucho († 2016), en lo que se conoce como «ciudad creativa».
En 2009, volvió a aunar su formación como crítica de arte y musical en el documental sobre la vida del compositor catalán Josep Soler i Sardà El espacio de uno mismo. Ya, en 2011, Vila realizó Bajarí (Barcelona en caló), una película en la que plantea el sentido de pertenencia a una comunidad determinada, la de los gitanos catalanes, un entorno próximo pero oculto de la Barcelona más desconocida que siempre ha estado ahí. Fue nominada dentro de la categoría a Mejor Película Documental en los Premios Gaudí de 2013.
Su obra Penélope (2017) se estrenó dentro de la Sección Oficial a concurso del 14.º Festival de Cine Europeo de Sevilla. Con motivo del estreno de esta película, en la que intenta reescribir la Odisea adaptada a nuestro tiempo, habló de su concepción del cine en el que los distintos géneros se funden. Explicó cómo al principio no se planteó si iba a hacer un documental o una película de ficción, sino que empezó trabajando en el guion para hacer una película, sin más. Vila considera que cada historia necesita de un lenguaje cinematográfico específico para trasmitir lo que se quiere.
Además de dirigir sus películas, participa y colabora en numerosos proyectos. Por ejemplo, ejerció de productora delegada de las películas de Isaki Lacuesta, Mercedes Álvarez y Ricardo Íscar, entre otros. También ha trabajado en los filmes colectivos realizados por Víctor Kossakovsky, Claire Simon, Avi Mogravi y Sergei Dvortsevoy en colaboración con la Universidad Pompeu Fabra, en la que coordina desde 2003 un Máster en Documental de Creación. Participa en proyectos expositivos y discográficos, y es miembro del grupo de profesionales independientes que constituyen el comité ejecutivo del Consejo de Cultura de la Ciudad de Barcelona.

## Filmografía
- 2008 – B-side: Music in Barcelona. Documental.
- 2009 – El espacio de uno mismo. Documental.
- 2011 – Bajarí. Documental.[8]
- 2017 – Penélope. Largometraje.[9]